# ローランド ディー. ジー.
ローランドディー. ジー.株式会社（英: Roland DG Corporation）は、静岡県浜松市浜名区に本社を置くコンピューター周辺機器の製造販売会社であり、広告・看板用インクジェットプリンターでは世界屈指である。社名のDGはDigital Groupの略。

## 概要
電子楽器メーカーローランドの関連会社として1981年大阪に設立したアムデック株式会社（AMDEK）を前身とする。1983年より現社名となる。コンピューターミュージック用機器などのコンピューター周辺機器やギター用エフェクターの組立キット等を製造販売していたが、近年は大型プリンターなど、コンピューター周辺機器を開発し急成長。「デジタル屋台」と呼ぶ少量多品種生産方式で、いくつかのメディアに取り上げられた。

## 沿革
- 1981年 - ローランドの関連会社として、アムデック株式会社を大阪に設立。
- 1982年 - パソコンに接続して作曲・自動演奏ができるコンピュータミュージック機CMU-800を発売。
- 1983年 - 商号をローランドディー.ジー.株式会社に変更。
- 1985年 - 本店を静岡県浜松市高丘町1006番地の14に移転。
- 2000年 - 東京証券取引所市場第二部上場。
- 2002年 - 東京証券取引所市場第一部上場。
- 2014年 - 親会社であったローランドの自社買収（MBO）に関連して、ローランドから自社株を取得。ローランドの議決権保有割合が低下し、ローランドはその他の関係会社となる。
- 2015年 - その他の関係会社であるローランドが株式を売却したため、ローランドの議決権保有割合が低下し、ローランドはその他の関係会社でなくなり、主要株主となる。
- 2016年 - ローランドから自社株を取得、ローランドは筆頭株主・主要株主でなくなる。
- 2023年 - さらなる効率改善などを目指し、本社機能を都田事業所に移転して、これまで浜松市北区都田地区内で2か所に分かれていた本社と都田事業所を統合する。
- 2024年
  - 2月13日 - 同日から同年5月15日までの間、ローランド ディー.ジー.の経営陣と投資ファンドのタイヨウ・パシフィック・パートナーズによるMBOを目的とした株式公開買付け（TOB）実施[2][3][4]。
  - 3月13日 - ブラザー工業がMBOの買取価格を上回る条件のTOBを提案したことを発表[5]。
  - 5月9日 - ブラザー工業がTOBを事実上断念することを発表[6]。
  - 5月16日 - 前述のMBOを目的としたTOBが成立したことを発表[7]。
  - 9月3日 - 東京証券取引所プライム市場上場廃止[1]。

## 主要製品
現在、販売されていない製品を含む。

### コンピューター周辺機器
- インクジェットプリンター SJ-1000EX
- マルチプリンター SP-300
- 溶剤系インク ECO-SOL INK
- PRO IIシリーズ（SJ-740/SJ-540/SC-540/FJ-540/CJ-540）
- 3Dレーザースキャナー LPX-250
- 接触式3Dスキャナー PICZA PIX-3
- 接触式3Dスキャナー PICZA PIX-30
- 接触式3Dスキャナー PICZA PIX-4
- インクジェットプリンター FJ‐600
- インクジェットプリンター FJ-500
- モデリングマシン MDX-500
- インクジェットプリンター・カッティングマシン CJ-500
- インクジェットプリンター FJ-50
- カラー・サイン・メーカー PC-60
- インクジェットプリンター・カッティングマシン CJ-70
- デザインカッター STX-7 （ステカ）→ライオン事務器へ事業譲渡
- 3次元プロッター MDX-3 （MODELA）
- 3次元プロッタ/接触式3Dスキャナー MDX-15
- レーザー加工機 PNC-4125
- カッティングマシン PNC-1000
- モデリングマシン PNC-2000（CAMM-2シリーズ）
- モデリングマシン PNC-300（CAMM-3シリーズ）
- プロッター DPX-2000
- プロッター DXY-800
- プロッター DXY-100
- デジタルクラフトツール iModela iM-01
- インクジェットプリンター AP-640（TrueVIS）
- インクジェットプリンター VG3シリーズ（TrueVIS）
- インクジェットプリンター SG3シリーズ（TrueVIS）
- インクジェットプリンター VF2-640（TrueVIS）
- インクジェットプリンター BN-20シリーズ（VersaSTUDIO）
- インクジェットプリンター BN-20D（VersaSTUDIO）
- インクジェットプリンター BN2シリーズ（VersaSTUDIO）
- インクジェットプリンター UV-LEDプリンター LEF2シリーズ（VersaUV）
- インクジェットプリンター UV-LEDプリンター LEC2シリーズ（VersaUV）
- インクジェットプリンター UV-LEDプリンター LGシリーズ（TrueVIS）
- インクジェットプリンター UV-LEDプリンター MGシリーズ（TrueVIS）
- カッティングマシン GR2シリーズ（CAMM-1）
- カッティングマシン GS2-24（VersaSTUDIO）
- 彫刻機 DE-3
- メタルプリンター MPX-90S
- レーザー箔転写機 LD-300
- モデリングマシン MDX-50（MODELA）
- モデリングマシン SRM-20（monoFab）

### デジタル楽器周辺機器
- コンピュータミュージック CMU-800
- 電子楽器組立キット（エフェクターなど）
  -     - ディストーション DSK-100
    - フェイザー PHK-100
    - コンプレッサー CMK-100
    - コーラス CHK-100
    - フランジャー FLK-100
    - パーカッションシンセサイザー PCK-100
    - パワーサプライ PSK-5
    - メトロノーム EMK-100
    - チューニングアンプ TAK-100
    - ミキサー MXK-600
    - ディレイ DMK-100
    - リズムマシン RMK-100
    - グラフィックイコライザー GEK-100

## 採用事例
- 2005年5月19日（日本では7月9日）に劇場公開された映画『スター・ウォーズ エピソード3/シスの復讐』で使用されたダース・ベイダーのマスクの試作品作成に、同社の立体切削機「MDX-20」が使用された。

## 事業所
- 東京営業所クリエイティブセンター（東京都港区）
- 名古屋営業所クリエイティブセンター（名古屋市中区）
- 大阪営業所クリエイティブセンター（大阪市淀川区）
- 福岡営業所クリエイティブセンター（福岡市博多区）
- 札幌サポートセンター（札幌市北区）
- 仙台サポートセンター（仙台市青葉区）
- 広島サポートセンター（広島市中区）